# Unité 684
L'unité 684 (en coréen : 684부대), ou officiellement le 209e détachement du 2325e groupe (en coréen : 2325부대 209파견대로), est un commando des forces aériennes de Corée du Sud qui fut créé en 1968 dans le but d'assassiner le Premier ministre de la Corée du Nord, Kim Il-sung. Sa création est une réponse à l'unité 124 nord-coréenne qui mena un raid sur la Maison Bleue, trois mois auparavant.
La mission est annulée en 1971 et pour diverses raisons, l'unité se révolte et termine à Séoul où la majeure partie de ses membres sont tués. Les quatre survivants sont condamnés à mort et exécutés l'année suivante.
Le gouvernement de la Corée du Sud classifie ensuite toute l'affaire et toutes informations relatives à l'unité 684.
L'unité 684 tire son nom de son mois et de son année de formation, en avril 1968.

## Formation

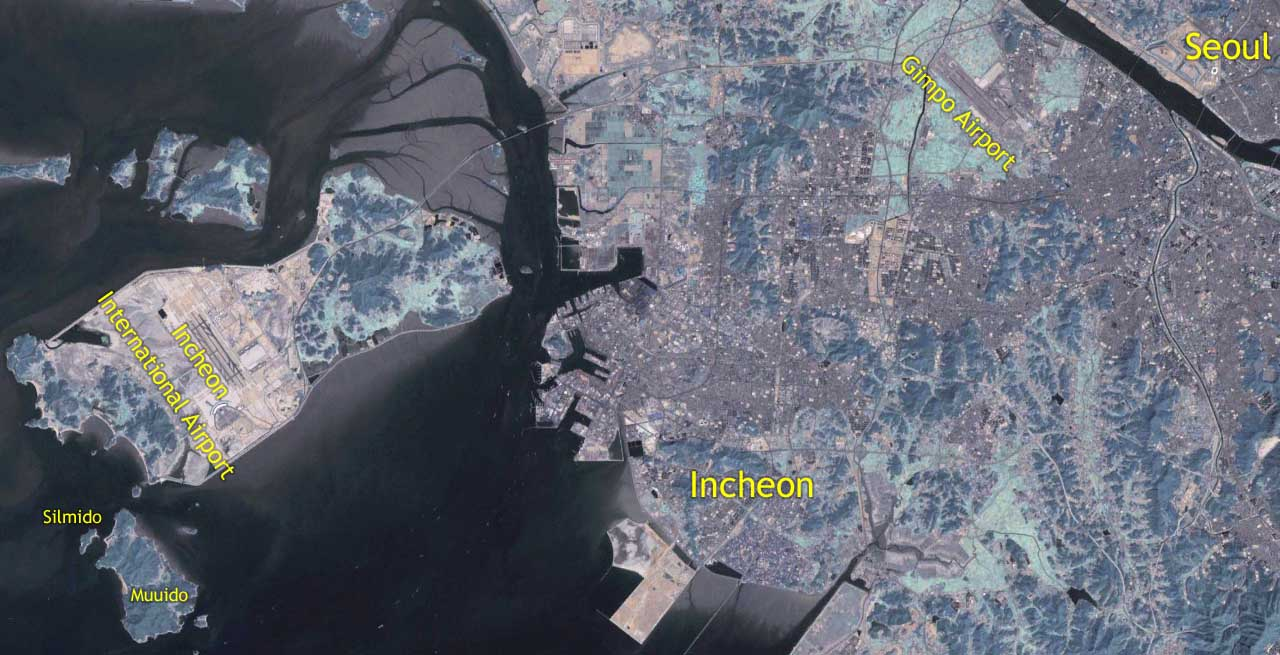
Carte montrant la localisation de l'île de Silmido (à gauche).

À la suite du raid sur la Maison bleue, le président Park Chung-hee convoque les responsables des différentes armes et demande que soit localisée l'unité de Kim Shin-joo, l'un des survivants de l'unité 124 qui effectua le raid à Séoul. N'ayant pas le capacité de mener des missions de reconnaissance au-dessus de la Corée du Nord, les Sud-coréens demandent l'intervention de la 5e Force aérienne américaine à Tokyo qui envoie un Lockheed SR-71 Blackbird survoler  la région de Nampo. L'avion survole la zone à deux reprises et prend de nombreuses photos qui permettent d'identifier le camp d'entraînement de l'unité 124 ainsi que d'apporter des informations sur la manière dont la résidence de Kim Il-sung était surveillée. Peu après est organisée une réunion en présence des chefs d'état-major de l'armée de terre, de l'armée de l'Air et de la marine où est évoquée l'idée d'infiltrer des forces spéciales pour attaquer la base de l'unité 124 ainsi qu'un raid sur la résidence de Kim Il-sung. L'idée d'une infiltration par voie maritime est vite abandonnée au profit d'un assaut aéroporté et par conséquent la mission est confiée à l'armée de l'Air. Le projet prend alors le nom d'opération Badger et n'est connu que de quelques hauts responsables militaires et fonctionnaires.
Le ministre de la Défense place l'unité comme détachement du 2325e groupe de l'armée de l'Air.
Ses membres, au nombre de 31, sont sélectionnés parmi des civils, même si on ignore encore comment l'armée sud-coréenne les recruta. D'après un des responsables « des officiers du renseignement ont approché des hommes qui semblaient avoir fait du sport, avec un physique robuste, et les ont enrôlés. Un cireur de chaussures, un livreur de journaux, un employé de cinéma ou un vigile. » D'autres témoignages suggèrent plutôt le recrutement de condamnés à mort, même si cette version est souvent contestée et paraît peu crédible bien que cela semble avoir réellement été envisagé. Toutefois, les condamnés à mort étaient gérés par le Ministère de la justice et les familles pouvaient savoir à tout moment où se trouvaient leurs proches dont les corps devaient leur être rendu après l'exécution, ce qui rendait leur utilisation très compliquée dans le cadre d'une unité secrète. Le choix des recrues s'est donc porté sur des personnes issues des classes sociales inférieures de la société.
Sur les 31 hommes recrutés, trois étaient issus de la zone métropolitaine de Séoul, sept de Paju, onze de Daejeon, sept de Okcheon et trois autres dont l'origine est encore inconnue et qui ont rallié l'unité en dernière minute. L'unité est basée sur l'île de Silmido dans la mer Jaune à 21 kilomètres de la ville portuaire d'Incheon dont elle est séparée par une autre île, Muuido, distante d'environ 400 mètres et qui est accessible à pied deux fois par jour à marée basse. Silmido mesure 0,25 km2 (62 acres) de superficie et totalise plus de trois kilomètres de côtes. Sa surface est essentiellement boisée de pins et relativement plate, son point "culminant" atteignant seulement cinq mètres au-dessus du niveau de la mer. L'endroit est aménagé début mars 1968 par les dix-huit instructeurs qui prendront en charge les débuts de l'unité. Le sous-officier Kim Ri-tae expliquera plus tard qu'il avait lui-même creusé un puits d'eau potable et ses équipiers construit des baraquements, un champ de tir et des terrains d'entraînement.
La formation des recrues particulièrement rigoureuse commence au printemps 1968 et porte sur les techniques d’inﬁltration, le maniement d’armes à feu et d’explosifs, la navigation, les opérations aéroportées et le parachutisme ainsi que le combat au corps à corps. Ses membres sont désignés comme des « opérateurs » et ne sont considérés ni comme des civils ni comme des militaires. Le traitement des hommes de l'unité 684 fait l'objet de nombreuses controverses. En 2010, un ancien chef de peloton témoigna que les relations entre officiers et membres de l'unité étaient dépourvues de brutalité. Néanmoins, sept recrues décèdent au cours de l'entraînement qui dura trois ans : deux recrues ont été exécutées pour désertion, une autre pour avoir menacé un supérieur et trois autres pour viol. En 2018, un ancien officier sud-coréen affirma qu'un autre homme était mort de fatigue durant un exercice de survie en mer. En 2006, le journal Chosun Ilbo affirme encore que les mauvais traitements étaient fréquents au sein de l'unité 684 et que les deux déserteurs exécutés cherchaient à alerter les autorités sur leur sort.
L'armement des hommes de l'unité 684 était constitué de fusils d'assaut AK-47, de pistolets semi-automatiques Tokarev et de pistolets-mitrailleurs PPS. Le responsable de l'entraînement, Kim Cheong-yeon, choisit comme emblème un crâne surmontant deux os croisés en X qui est repris sur le béret noir de ses membres qui portent également l'écusson « 38e unité de guérilla » sur l'épaule droite de leur treillis. La dénomination de « 38e unité de guérilla » est choisie par Kim pour désigner les membres de l'unité 684.
D'après les témoignages d'anciens instructeurs, les journées se déroulaient sur le modèle suivant : lever à six heures du matin, appel, course dans les collines durant six kilomètres, petit-déjeuner, étirements, entraînement militaire, déjeuner, nouvelle période d'entraînement, souper, période de repos, dernier appel puis extinction des feux. Environ sept mois après le début de la formation de l'unité, l'ordre de passer à l'action est donné. Ses membres quittent Silmido et embarquent dans un navire militaire en mer Jaune où ils sont débarqués sur une plage non loin de la Corée du Nord. L'ordre de lancer l'opération ne sera toutefois jamais donné et l'unité 684 est même renvoyée dans ses casernements.
Durant cette période, de nombreux changements se produisent dans l'organigramme du pouvoir sud-coréen et dont les hommes de Silmido ignorent tout. Le directeur de la Korea Central Intelligence Agency (KCIA) qui avait participé à la création du projet est limogé et le chef d'état-major de l'armée de l'Air impliqué dans la création de l'unité prend sa retraite militaire pour devenir ambassadeur en Afrique. L'unité 684 perd ainsi le soutien de ceux qui avaient présidé à sa création et sa mission n'est plus considérée comme une priorité par les autorités. De même, les relations inter-coréennes s'améliorant de plus en plus, assassiner le leader nord-coréen apparaît peu judicieux pour le gouvernent sud-coréen.
En août 1970, le lieutenant-colonel Kim Gye-yeop est nommé commandant de l'unité 684 dont il signale rapidement les difficultés au commandant de l'armée de l'Air, le général Kim Min-seok, qui décrira par la suite une situation compliquée. Il n'a pas été mis au courant de l'existence de l'unité Silmido lors de sa prise de fonction et la situation sur l'île est particulièrement dégradée avec une nourriture de mauvaise qualité, des installations de vie vétustes et une ambiance tendue en raison des privations, de la dureté de la vie militaire et de l'absence de contact féminin. C'est à cette époque que trois membres de l'unité 684 violent une femme sur l'île voisine de Silmido. Il est alors envisagé de disperser les membres l'unité dans diverses formations de l'armée de l'Air avec le grade de sergent, mais cela ne peut se faire en raison du profil de ses effectifs. En juillet 1971, une nouvelle réunion pour envisager le sort de l'unité clandestine ne débouche sur rien de concret et le ministre de la Défense demande au général Kim Min-seok d'attendre jusqu'en octobre pour qu'une solution soit trouvée.

## Mutinerie
L'unité 684 se révolte dans la matinée du lundi 23 août 1971.
Une enquête menée 2006 confirmera que ses membres étaient mal nourris, n'étaient plus payés depuis longtemps et la rumeur circulait selon laquelle ils ne seraient jamais rendus à la vie civile - voire exécutés - afin de cacher le secret de l'existence de l'unité. Un ancien garde témoignera que les membres de l'unité étaient persuadés qu'il ne quitteraient jamais l'île et étaient désespérés. Toutefois, l'hypothèse que les autorités avaient prévu de tuer les membres de l'unité 684 - popularisée dans le film Silmido sorti en 2003 - semble n'être qu'une légende, les instructeurs survivants ayant toujours démenti avoir reçu un tel ordre.
Profitant que leurs officiers qui avaient été autorisés à boire de l'alcool pour la première fois depuis trois ans étaient ivres, les membres du commando assassinent le commandant de l'unité à coup de marteau avant de s'emparer d'armes et de munitions. Ils abattent 18 des 24 gardes, achevant les blessés au sol, avant de quitter le camp par bateau. Sur le continent, les commandos s'emparent d'un bus et prennent la route de Séoul.

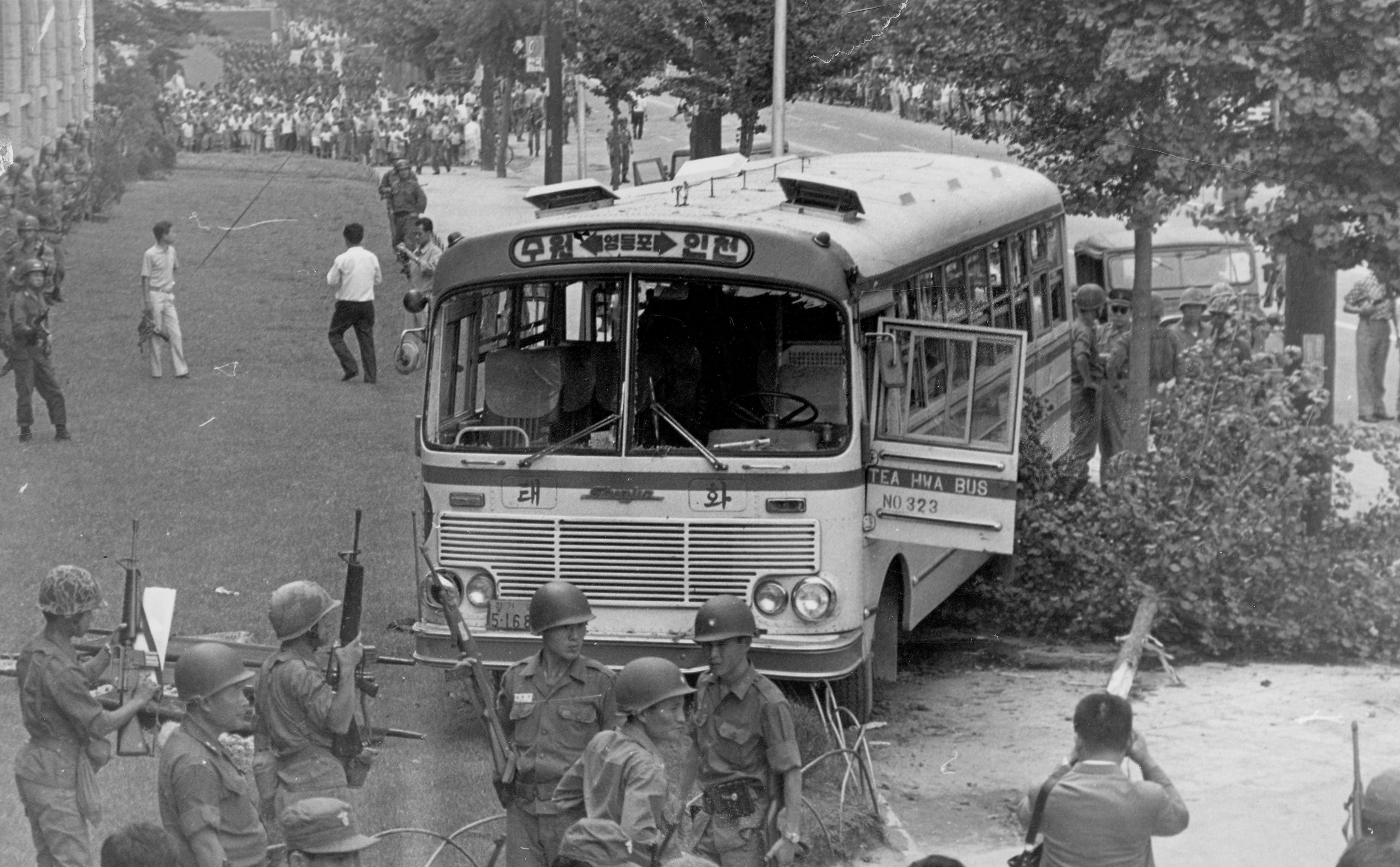
Le bus utilisé par l'unité 684 stoppé dans Séoul.

Leur transport est finalement stoppé par l'armée à Daebang-dong dans l'arrondissement de Dongjak-gu. Après une fusillade causant la mort d'une douzaine de policiers et de civils, vingt membres de l'unité sont abattus ou se suicident à la grenade. Les quatre survivants sont condamnés à mort par un tribunal militaire spécial et exécutés le 10 mars 1972.
La raison de la fusillade survenue dans les rues de la capitale sera attribuée pendant des décennies à des « agents communistes armés », l'existence de l'unité 684 étant classifiée jusqu'aux années 1990. De même, les instructeurs survivants de l'unité 684 seront amenés à garder le silence sur son existence durant presque 30 ans.
On ignore toujours où les hommes de l'unité 684 avaient prévu de se rendre en bus. La Maison bleue est une hypothèse, mais la capitale sud-coréenne abrite également de nombreux autres sites stratégiques qui pouvaient intéresser les révoltés de Silmido comme le quartier général de l'armée de l'Air ou la base de l'unité 2325 à Oryu-dong où les membres de l'unité 684 effectuèrent des stages de parachutisme et dont ils connaissaient l'emplacement. On ne peut pas non plus exclure qu'ils n'avaient pas d'objectif précis.

## Suites
L'histoire de l'unité 684 n'est portée à la connaissance des Sud-coréens qu'en 1999 avec la sortie du livre Silmido qui inspira le film du même nom en 2003. Le film sera l'un des plus grands succès du box-office sud-coréen. En novembre 2005 le Korea Times annonce qu'une équipe de militaires et d'experts civils avait commencé à déterrer un site dans un cimetière de la province de Kyonggi où vingt corps des membres de l'unité 684 auraient été secrètement enterrés 34 ans auparavant. Rapidement, le Korea JoongAng Daily fait savoir que les restes des quatre survivants de la mutinerie du 23 août n'avaient pas été retrouvés sur place, mais qu'une autre équipe avait commencé des recherches sur instruction du ministère de la Défense dans des collines dans le district de Guro à Séoul sur la base de témoignages d'anciens soldats qui auraient enterré les corps dans les collines pendant leur service dans l'armée de l'Air à l'époque.
En 2006, le gouvernement sud-coréen publie un rapport officiel sur l'unité 684 et sa révolte.
En 2009, les familles de 21 membres de l'unité 684 poursuivent en justice le gouvernement sud-coréen en demandant 670 millions de won de compensation. Le 19 mai 2010, le tribunal central du district de Séoul ordonne que le gouvernement paye 273 millions de won de compensation aux familles. La cour déclare que les « agents de Silmido n'ont pas été informés du niveau de danger de leur formation et sa dureté a enfreint leurs droits humains fondamentaux » et reconnait également la souffrance émotionnelle causée par le gouvernement en ne divulguant pas officiellement le décès des agents aux membres de la famille avant 2006.
De leur côté, les instructeurs survivants de la mutinerie se réuniront en 2010 au cimetière national de Séoul en souvenir de leurs camarades tués le 23 août 1971. Ils réclamèrent également d'être indemnisés par le gouvernement, mais seront déboutés puisque la mission de leur unité n'a jamais été effectuée et qu'ils n'avaient jamais effectués de missions au-delà de la frontière nord-coréenne.

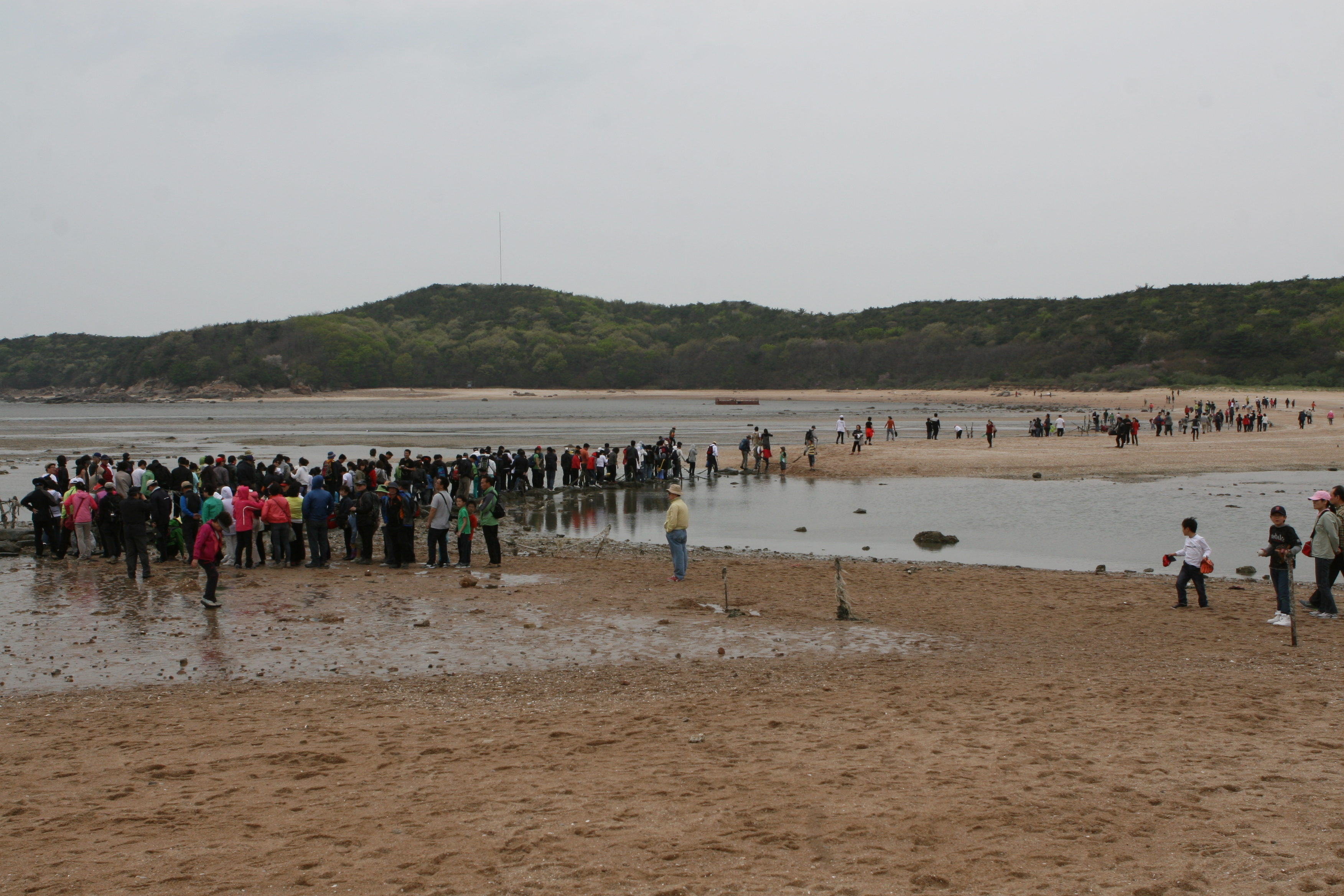
L'île de Silmido est accessible aux visiteurs.

L'île de Silmido est accessible aux touristes et comporte quelques éléments qui rappellent les événements qui s'y sont déroulés de 1968 à 1971. En 2016, les fondations en pierre des baraquements de l'unité étaient encore visibles.

## Dans la culture populaire
L’histoire de l'unité 684 inspira plusieurs œuvres.
La première est le livre Silmido de Baek Dong-ho paru en 1999. L'auteur entendit pour la première fois parler du destin de l'unité 684 en 1988 alors qu'il purgeait une peine de prison, un codétenu lui confiant qu'un membre de l'unité avait effectué un séjour dans la même prison. À l'époque, l'existence de l'unité n'était toutefois qu'une rumeur. Remis en liberté en 1994, il publia d'abord son autobiographie Daedo qui se vendit à 400 000 exemplaires. Avec l'argent gagné, il commença à enquêter sur l'unité 684, récoltant quelques témoignages auprès de personnes qui avaient vécu les événements. C'est à partir de ces témoignages qu'il rédigea son livre.
Le livre inspira un film du même nom sorti en 2003. Réalisé par Kang Woo-suk, Silmido devint rapidement un succès commercial et critique, devenant le premier film sud-coréen à totaliser plus de 10 millions d'entrées. Ce record sera battu l'année suivante par le film de guerre Frères de sang de Kang Je-gyu. L'essentiel du film a été tourné en Corée du Sud, mais les scènes aquatiques sont réalisées à Malte et en Nouvelle-Zélande.
Étonnamment, un drama de KBS appelé Legend of Ambition met en scène un personnage qui est envoyé sur l'île de « Samido » dans une unité similaire à la 684 pour y subir un entraînement similaire avant d'être exécuté après une tentative d'évasion. Le drama est sorti en 1998, soit un an avant le livre de Baek Dong-ho qui fit connaître l'unité au grand public sud-coréen.

## Sources
- (en) The Korea Times: Military Admits 'Silmido Unit' for First Time.
- (en) NKIDP: Crisis and Confrontation on the Korean Peninsula: 1968-1969, A Critical Oral History.